# Karel Havlík
Karel Havlík (6. srpna 1944 Mutěnice – 17. listopadu 2021) byl český a československý politik Československé strany lidové, po převratu 1989 krátce československý ministr bez portfeje.

## Biografie
Vychodil osmiletou střední školu, ale z politických důvodů (aktivní odpůrce režimu, věřící katolík) nesměl studovat dále. Od věku čtrnácti let pracoval na Státním statku v Hodoníně. V šestnácti letech byl přijat na Strednú poľnohospodársku technickú školu v Novom Meste nad Váhom. Poté absolvoval VŠE Praha (obor mechanizace a automatizace řídících prací). Roku 1968 byl z pozice předsedy Pražské rady studentských kolejních rad navržen do Národního výboru hlavního města Prahy i do Národního shromáždění (volby se pak neuskutečnily).
V období let 1971–1990 byl zaměstnán ve Federálním úřadu pro vynálezy a objevy na pozici ředitele hospodářsko-finančního odboru. V letech 1972–1988 působil jako externí učitel na Institutu průmyslově-právní ochrany. V dubnu 1990 přešel do firmy Transtop a byl zástupcem rakouské firmy Topham. Roku 1990 se uvádí jako svobodný a bezdětný.
Po převratu 1989 se zapojil do politiky. V dubnu 1990 se stal členem Československé strany lidové. 11. května 1990 byl jmenován ministrem bez portfeje ve vládě Mariána Čalfy. Setrval v ní jen krátce, do konce existence vlády, tedy do 27. června 1990. Ve volbách do Sněmovny národů Federálního shromáždění roku 1990 neúspěšně kandidoval za lidovce.